# Скарбево
Скарбево (пол. Skarbiewo, нім. Scharbendorf) — село в Польщі, у гміні Короново Бидґозького повіту Куявсько-Поморського воєводства.
Населення — 95 осіб (2011).
У 1975-1998 роках село належало до Бидгощського воєводства.

## Демографія
Демографічна структура станом на 31 березня 2011 року:
|          | Загалом | Допрацездатний вік | Працездатний вік | Постпрацездатний вік |
| -------- | ------- | ------------------ | ---------------- | -------------------- |
| Чоловіки | 41      | 11                 | 25               | 5                    |
| Жінки    | 54      | 16                 | 26               | 12                   |
| Разом    | 95      | 27                 | 51               | 17                   |